# Escales (album)
Pour les articles homonymes, voir Escales.
Albums de Gilles Servat
Litanies pour l'an 2000
(1996) Best of Gilles Servat : 40 ans de succès
(2010)
Escales est la troisième compilation de Gilles Servat, paru en 2003 chez Columbia.
L’Hirondelle, La route de Kemper, La Maison d’Irlande,  Le pays, La blanche hermine, Je vous emporte dans mon cœur sont enregistrées en public en 1998 au Centre Culturel Athéna à Auray.

## Titres de l'album
1. L’Hirondelle (Gilles Servat) - 4:10
2. La route de Kemper (Gilles Servat) - 5:54
3. Yezhoù Bihan (Gilles Servat) - 4:31
4. The Foggy Dew (Gilles Servat / Traditionnel) - 4:43
5. La Maison d’Irlande (Gilles Servat) - 5:03
6. Trégont Vlé Zo (Gilles Servat) - 3 :14
7. Ar Sourdaded Zo Gùisket E Ru (Nicolas Quémener / Traditionnel) - 4:50
8. Où nous entraine ( Gilles Servat) - 5:02
9. Au bord du lac Pontchartrain ( Gilles Servat / Traditionnel) - 4:29
10. Le Pays (Gilles Servat / Dónal Lunny) - 5:51
11. Marv eo ma mestrez (Traditionnel) - 3:56
12. Blanche Et Bleue (Gilles Servat) - 2:33
13. Les Derniers Rayons (Gilles Servat / Coghan O’Neill / David Hayes / Ray Fean) - 5:11
14. La Blanche Hermine (Gilles Servat) - 4:01
15. Je Vous Emporte Dans Mon Cœur ( Gilles Servat) - 6:25